# Resolución 155 del Consejo de Seguridad de las Naciones Unidas
La resolución 155 del Consejo de Seguridad de las Naciones Unidas fue aprobada por unanimidad el 24 de agosto de 1960, tras haber examinado la petición de la República de Chipre para poder ser miembro de las Naciones Unidas. En esta resolución, el Consejo recomendó a la Asamblea General la aceptación de Chipre como miembro.